# Tinetto
Tinetto je ostrov v Ligurském moři náležící Itálii. Patří do souostroví, jehož součástí jsou další dva ostrovy Tino a Palmaria.
V roce 1997 byly všechny tři ostrovy společně s Portovenere a Cinque Terre zařazeny na seznam světového dědictví UNESCO.